# Rahimuddin Dagar
Rahimuddin Khan Dagar (* 1900; † 1975) war ein indischer Sänger klassischer indischer Musik.

## Leben
Rahimuddin Dagar wurde von seinem Vater Allabande Khan, seinem Onkel Zakiruddin Khan, seinem älteren Bruder Nasiruddin Dagar und seinem Cousin Ziauddin Khan unterrichtet. An der Aligarh Muslim University erwarb er den Grad eines Bachelor of Arts. Er war gleich seinem Vater ein anerkannter Dhrupadsänger und ein Kenner der Musiktheorie, der bei seinen Konzerten die theoretischen, spirituellen und philosophischen Aspekte seiner Musik zu erläutern pflegte. Er war Sänger an den Höfen von Jaipur, Alwar und von Maharaja Yashwant Rao Holkar II. in Indore. Nach der Teilung Indiens unterrichtete er am Bhatkhande College in Lucknow. Sein Sohn Fahimuddin Dagar war einer seiner Schüler.
Das National Centre for the Performing Arts besitzt eine Sammlung von Aufnahmen mit Rahimuddin Khan Dagar aus den 1970er Jahren. Seine frühesten Aufnahmen erschienen in den 1930er Jahren auf Schellackplatten. Mehrere Platten wurden bei der EMI Group veröffentlicht. Weitere Aufnahmen sind bei der Sangeet Natak Akademi archiviert.